# سالم خليفة (عداء)
سالم خليفة (مواليد 19 مارس 1955) هو عدّاء سعوديّ، مثّل بلاده في الألعاب الأولمبية الصيفية 1976.

## المشاركة الأولمبية

### مونتريال 1976
ألعاب القوى – 100 متر تتابع رجال – الدور التمهيدي – المجموعة الثانية
| الترتيب | الرياضيّون              | البلد                                                                     | الزمن |
| ------- | ---------------------- | ------------------------------------------------------------------------- | ----- |
| 1       | ألمانيا الشرقية (GDR)  | Manfred Kokot، Jörg Pfeifer، Klaus-Dieter Kurrat، Alexander Thieme        | 39.42 |
| 2       | ألمانيا الغربية (FRG)  | Klaus Ehl، Klaus Bieler، Dieter Steinmann، Reinhard Borchert              | 39.63 |
| 3       | الاتحاد السوفيتي (URS) | Aleksandr Aksinin، Nikolay Kolesnikov ‏، Juris Silovs ‏، فاليري بورزوف      | 39.98 |
| 4       | السنغال (SEN)          | Christian Dorosario، Momar N'Dao، Barka Sy، Adama Fall                    | 40.40 |
| 5       | تايلاند (THA)          | Anat Ratanapol، Suchart Chairsuvaparb، Somsak Boontud، Sayan Paratanavong | 40.53 |
| 6       | الكويت (KUW)           | عبد العزيز عبد الكريم، عبد كريم العواد ‏، إبراهيم الربيعة، عبد اللطيف عباس | 41.61 |
| 7       | السعودية (KSA)         | محمد سهلي، محمد علي المالكي، سالم خليفة، حامد علي                         | 42.00 |

مرجع: 

## وصلات خارجية
سالم خليفة على موقع أوليمبيديا (الإنجليزية)